# Râul Vlăsia, Rădoteasa
Râul Vlăsia este un curs de apă, afluent al râului Rădoteasa. Se formează la confluența brațelor Vlăsia Mare și Vlăsia Mică

## Hărți
- Harta Munții Godeanu  Arhivat în 11 octombrie 2008, la Wayback Machine.